# Lažánky (Brno-vidéki járás)
Lažánky település Csehországban, a Brno-vidéki járásban. Lažánky Maršov, Tišnov, Sentice, Veverská Bítýška, Braníškov, Javůrek, Deblín és Heroltice településekkel határos. Lakosainak száma 878 fő (2024. január 1.).

## Népesség
A település lakosságának változását az alábbi diagram mutatja:
| Lakosok száma | 729  | 849  | 916  | 793  | 686  | 634  | 727  | 710  | 703  | 878  |
|               | 1869 | 1890 | 1921 | 1950 | 1980 | 2001 | 2017 | 2019 | 2022 | 2024 |